# 陈贵镇
陈贵镇，是中华人民共和国湖北省黃石市大冶市下辖的一个乡镇级行政单位。

## 行政区划
陈贵镇下辖以下地区：
铜山口矿社区居委、陈贵街社区、陈贵村、江添受村、堰畈桥村、官堂垴村、袁伏二村、李河村、马鞍山村、上罗村、小雷山村、余洪村、刘家畈村、矿山村、天台山村、欧家港村、华垅村、南山村、王祠村、洋塘村和铜山口村。